# Battaglia di Toro
La battaglia di Toro ebbe luogo a Toro in Spagna, nella provincia di Zamora il 1º marzo 1476, tra le truppe castigliano-aragonesi dei re cattolici da un lato, e l'esercito portoghese-castigliano di Alfonso V del Portogallo e del principe Giovanni del Portogallo dall'altro, con esito inconclusivo.
La battaglia fu combattuta nel contesto della guerra di successione castigliana, 1475-79.

## Contesto
La crisi prodotta dalla morte di Enrico IV di Castiglia portò alla formazione di una coalizione, guidata da Alfonso V del Portogallo e con l'appoggio di Luigi XI di Francia, che invase la Castiglia dal Portogallo per sostenere le pretese dinastiche della figlia di Enrico, Giovanna la Beltraneja, sua nipote.
Questa coalizione si contrappose ad un'altra coalizione formata da Isabella, sorellastra di Enrico IV, e suo marito, Ferdinando, erede al trono d'Aragona (re cattolica).

## La battaglia
La battaglia ebbe luogo nella piana di Toro (Zamora), vicino alla località di Peleagonzalo.

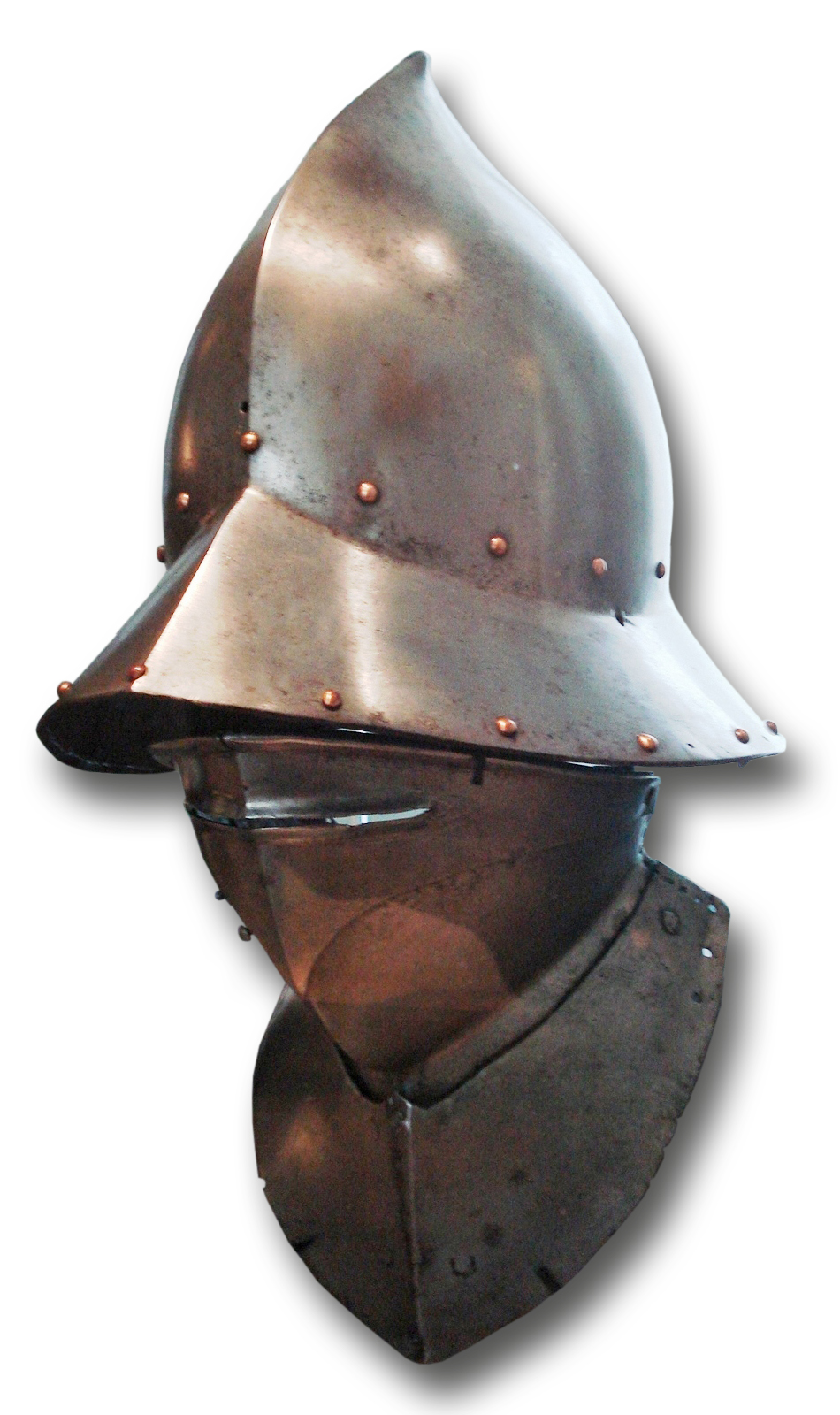
elmo d'Aragona circa 1470.

Entrambi i lati proclamarono la vittoria perché mentre l'ala destra castigliana fu sconfitta dalle forze sotto il comando del principe Giovanni del Portogallo - che conquistò campo di battaglia -, le truppe di suo padre Alfonso V furono vinte dalle forze della sinistra e del centro dell'esercito castigliano comandato dal duca d'Alba e dal cardinale Mendoza.
Il risultato militare della battaglia di Toro fu inconclusivo, ma le sue conseguenze politiche furono favorevoli alla fazione di Isabella la cattolica, poiché i sostenitori di Giovanna la Beltraneja si sciolsero e l'esercito portoghese lasciò Castiglia.
Giorgio Cusatelli (italiano): “La battaglia di Toro ... fra portoghesi e castigliani ebbe esito incerto; ma Alfonso si vide alla fine costretto a sottoscrivere la pace di Alcáçovas (4 settembre 1479)”.

## Conseguenze
Dopo la battaglia il grosso delle forze portoghesi rimase in Castiglia per più di tre mesi (fino al 13 giugno 1476), senza essere aggredito, e mantenendo un atteggiamento di guerra, attaccando e bruciando villaggi e castelli.
Ma la perdita di tutti gli alleati castigliani - che si erano schierati con il re cattolici - insieme con l'enorme pressione militare sul confine col Portogallo, le cui forze erano in Castiglia, portò al ritorno dell'esercito portoghese. Diversi nobili, città e fortezze indecisi passarono al fianco di Isabella.
La fortezza di Zamora si arrese il 19 marzo 1476, ma la fortezza della città di Toro rimase saldamente nelle mani dei portoghesi per più di sette mesi. La sua piccola guarnigione si arrese solo il 19 ottobre, in seguito ad un attacco non legato alla battaglia di Toro.

## Pace di Alcáçovas
La guerra finì con i castigliani vincitori in terra e il portoghese vincitori nel mare. Questo fu sancito nel trattato di Alcáçovas (4 settembre 1479), dove fu riconosciuta regina Isabella di Castiglia, mentre il Portogallo ricevette una sostanziale compensazione di guerra (106 676 dobloni d'oro), in aggiunta al controllo esclusivo di tutto l'Oceano Atlantico a sud delle Isole Canarie (terre scoperte e ancora da scoprire).
Così, la Castiglia vide riconosciuti i suoi diritti sulle Canarie, ma fu esclusa dalle miniere d'oro della Guinea - ferocemente contestate dai due paesi durante la guerra e dove fu combattuta la decisiva battaglia navale della Guinea - e anche di altre aree atlantiche (Azzorre, Madeira, Capo Verde).